# Pecore in erba
Pecore in erba è un film del 2015 diretto da Alberto Caviglia in concorso nella sezione Orizzonti al Festival di Venezia 2015. È un mockumentary (falso documentario) surreale che ribalta il tema dell'antisemitismo, un esperimento estremo che vuole portare a ragionare sulla follia di molti atteggiamenti comuni, sull'ipocrisia che genera pregiudizio, e sul modo distorto in cui la realtà può venire presentata dai mezzi di comunicazione.

## Trama
Nel luglio del 2006 i maggiori canali televisivi di informazione danno la notizia della scomparsa di Leonardo Zuliani. A Roma un numeroso gruppo di seguaci si riunisce davanti alla casa natale del giovane attivista, a Trastevere. La mamma è disperata, il quartiere paralizzato e tutte le autorità esprimono la loro solidarietà alla famiglia mentre si celebra una grande manifestazione in suo onore.
Un dettaglio importante è che a rendere Leonardo un eroe nazionale è il suo essere antisemita.

## Distribuzione
Nelle sale italiane dal 1º ottobre 2015, distribuito da Bolero Film.

## Premi
- Premio Arca CinemaGiovani miglior film italiano a Venezia 72[1]
- Premio Cinematografico “Civitas Vitae Prossima" al regista Alberto Caviglia[1]

## Critica
Pierluigi Battista ha giudicato Pecore in erba